# Lucien Bangels
Lucien Bangels, född 2 januari 1899, död 20 december 1951, var en friidrottare från Belgien. Han deltog vid olympiska sommarspelen 1920.